# Varanus caerulivirens
Il varano turchese (Varanus caerulivirens Ziegler, Böhme e Philipp, 1999) è una specie della famiglia dei Varanidi originaria dell'isola indonesiana di Halmahera, la più grande delle Molucche.

## Descrizione
Questa specie è prevalentemente di colore nero-marrone e marrone-grigiastro, con alcuni disegni turchesi. Il ventre è giallastro chiaro o turchese, con disegni nerastri. La gola e le parti inferiori del collo sono per lo più giallastre. V. caerulivirens può raggiungere i 110 cm di lunghezza.

## Distribuzione e habitat
V. caerulivirens vive unicamente in una località della costa orientale di Halmahera, dove coabita con altre due specie di varano, V. indicus e V. yuwonoi. Studi recenti ne hanno indicato la presenza anche lungo i corsi d'acqua della costa occidentale dell'isola e, forse, sulla vicina isola di Morotai.
Creatura prevalentemente arboricola, se la cava benissimo anche in ambienti semi-acquatici, come le paludi di mangrovie.

## Biologia
La dieta di V. caerulivirens è costituita prevalentemente da crostacei, scorpioni, cavallette e rane.